# Maximiliano Lombardi
Maximiliano Lombardi, vollständiger Name Maximiliano Lombardi Rodríguez, (* 11. Mai 1987 in Montevideo) ist ein uruguayischer Fußballspieler.

## Karriere

### Verein
Der je nach Quellenlage 1,72 Meter, oder 1,75 Meter große, Pitu genannte Mittelfeldakteur gehörte mindestens in der Clausura 2003 und von der Apertura 2006 bis einschließlich der Clausura 2008 dem Kader des in Montevideo ansässigen Klubs Progreso an. Im letztgenannten Halbjahr sind für ihn 14 Einsätze (zwei Tore) in der Primera División verzeichnet. Davon stand er zwölfmal in der Startaufstellung. Insgesamt lief er in 42 (nicht explizit als Ligaspiele verzeichneten Partien) der Montevideaner auf und erzielte sechs Treffer. In der Folgesaison brachte er es nach einem auf Leihbasis basierenden Vereinswechsel bei Peñarol lediglich auf sieben Einwechslungen, davon sechs in der Liga (ein Tor) und eine in der Copa Libertadores. In der Saison 2009/10 nunmehr für den Ligakonkurrenten Club Atlético Cerro antretend, erhielt er wieder weitaus mehr Chancen, sich in der Primera División zu beweisen. Seinen 23 Einsätzen (ein Tor) fügte er zudem jeweils zwei absolvierte Partien der Liguilla Pre-Libertadores und der Copa Libertadores hinzu. In den Spielzeiten 2010/11 bei Boca Unidos und 2011/12 beim ebenfalls in Argentinien beheimateten Rosario Central gestalteten sich seine Einsatzzeiten wieder übersichtlicher. Zwei bzw. sechs bestrittene Nacional-B-Spiele sind bei diesen Stationen für ihn notiert. Zwischenzeitlich gab er in der Rückrunde der Saison 2010/11 vorübergehend ein Zwischengastspiel beim uruguayischen Zweitligisten Durazno FC, wo er viermal in sieben absolvierten Spielen ins gegnerische Netz traf. Sein Weg zurück in Uruguays höchste Spielklasse, wo er sich in der Apertura 2012 seinem vormaligen Arbeitgeber Progreso anschloss, brachte für ihn die häufigere Berücksichtigung durch den Trainer mit sich, als dies im Nachbarland der Fall gewesen war. Zwölf weitere Erstligaspiele (ein Tor) fügte er seiner persönlichen Statistik hinzu. Im Januar 2013 wechselte er innerhalb der Primera División zu El Tanque Sisley. In der Clausura 2013 lief er in neun Liga-Begegnungen auf (kein Tor). Im Juli 2013 verpflichtete ihn der honduranische Klub Motagua für zwei Spielzeiten, wo er unter dem neuen Trainer Risto Vidakovic spielen wird. Lombardi selbst bestätigte, für ein Jahr unterschrieben zu haben.
Bei den Honduranern, für die seinerzeit bereits die beiden uruguayischen Landsmänner Lombardis Guillermo Díaz und Óscar Torlacoff erfolgreich spielten, kam er in der Saison 2013/14 bis zu seinem letzten Spiel am 21. April 2014 zu 34 Ligaeinsätzen, wobei er neun Tore erzielte. Im September 2014 schloss er sich sodann dem peruanischen Verein Los Caimanes an. 14 Erstligaeinsätze und zwei Tore stehen bei dieser bis Mitte Januar 2015 währenden Karrierestation für ihn zu Buche. Seit Mitte Januar 2015 setzte er seine Karriere beim uruguayischen Erstligisten Club Atlético Rentistas fort und bestritt in der Clausura 2015 acht Erstligaspiele (drei Tore). Anfang Juli 2015 kehrte er zu den inzwischen zweitklassigen Los Caimanes zurück. Dort schoss er bei neun Einsätzen in der Segunda División sechs Tore. Anfang Februar 2016 wechselte er zum uruguayischen Zweitligisten Central Español, für den er in der Clausura 2016 zwei Treffer bei elf Zweitligaeinsätzen erzielte. Ende August 2016 schloss er sich erneut Los Caimanes an und absolvierte seither (Stand: 26. Juli 2017) elf Zweitligaspiele (kein Tor). Im Mai 2017 verpflichtete ihn der guatemaltekische Verein Cobán Imperial.

### Nationalmannschaft
Mit der von Gustavo Ferrín trainierten uruguayischen U-20-Nationalmannschaft nahm er an der U-20 Südamerikameisterschaft 2007 teil.